# Болотина, Иветта Моисеевна
Иветта Моисеевна Болотина (14 мая 1930, Одесса — 2 мая 2021, Москва) — советская и российская пианистка, концертмейстер, музыкальный педагог. Заслуженная артистка Российской Федерации.

## Биография
Родилась 14 мая 1930 года в Одессе в музыкальной семье. Её мать Цецилия Владимировна (Вольфовна) Болотина (урождённая Рейтих, 1899—1984), родом из Кишинёва, была выпускницей Петроградской консерватории. В начале Великой Отечественной войны была с родителями и братом эвакуирована из Кривого Рога (где мать работала плановиком на фанерно-лесопильном заводе) в кишлак Кирово Кировского района Ферганской области УзССР. Отец, Моисей Борисович Болотин (1885—?), экономист, до эвакуации работал начальником планово-производственного отдела одесского завода холодильного оборудования «Фригатор».
Выпускница музыкальной школы имени П. С. Столярского и Одесской консерватории по классу фортепиано. В 1959 году уехала с мужем, военным врачом-хирургом, на Сахалин, до 1966 года жила в Онорах и Южно-Сахалинске, была художественным руководителем Сахалинской областной филармонии.
С 1966 года — в Москве, где в течение 55 лет работала режиссёром-концертмейстером и педагогом в Москонцерте — сначала с певцом Бедросом Киркоровым, затем с Александрой Стрельченко, Валентиной Толкуновой, Людмилой Рюминой, Галиной Улётовой, Юрием Эдельманом, Геленой Великановой, Ларисой Мондрус, Капитолиной Лазаренко, Ириной Шоркиной, Верой Берадзе. Сыграла важную роль в становлении женского вокального квартета «Советская песня» и мужского вокального квартета «Мелодия». Занималась концертной деятельностью до последних дней жизни.
Автор музыкально-литературных программ и тематических вечеров. Выступала с программами еврейских песен на идише. Принимала участие в работе Культурного центра имени Соломона Михоэлса.
Скончалась 2 мая 2021 года в Москве на 91-м году жизни, урна захоронена в колумбарии Введенского кладбища рядом с прахом её матери.

## Семья
- Первый муж — Семён Львович Глуз (1921—1976), уроженец Ялтушкова (Барский район Винницкой области), военный хирург, майор медицинской службы, участник Великой Отечественной войны[18].
  - Сын — Михаил Семёнович Глуз (1951—2021), композитор и дирижёр, народный артист Российской Федерации[19].
- Второй муж (с 1984) — Геннадий Александрович Фонарёв (1933—2010), геофизик, доктор физико-математических наук, профессор.
- Брат — Борис Моисеевич Болотин (1927—2005), экономист-международник, публицист, ведущий научный сотрудник Института мировой экономики и международных отношений АН СССР/РАН, заведующий отделом редакции журнала «Мировая экономика и международные отношения»[20].